# Kállay Kristóf (diplomata)
Kállay Kristóf (Nyíregyháza, 1916. december 7. – Budapest, 2006. április 26.) a Nagykállói Kállay család leszármazottja, Kállay Miklós miniszterelnök fia, magyar diplomata, a Magyar Máltai Lovagok Szövetségének elnöke és előmozdítója, a Szuverén Máltai Lovagrend vatikáni nagykövete,  a nyíregyházi Jósa András Múzeum Kállay Gyűjteményének alapítója, szülővárosa díszpolgára.

## Élete
Kállay Miklós (1887–1967), későbbi miniszterelnök és nagykállói Kállay Helén (1894–1945) elsőszülött fia volt. Az apai nagyszülei nagykállói Kállay András (1839–1921), Szabolcs vármegye főispánja, földbirtokos és ördögfalvi Csuha Vilma (1848–1922) voltak. Az anyai nagyszülei nagykállói Kállay Rudolf (1853–1920) és duboveczi Dobóczky Malvin (1860–1839) voltak.
A nyíregyházi Szent Imre Katolikus Gimnáziumban érettségizett 1934-ben. 1934 őszétől egy évig önkéntesként szolgált a budapesti magyar királyi Bem József 1. lovas tüzéreknél, hadnagyi rangban szerelt le. 1939-ben vette át államtudományi doktori diplomáját a Pázmány Péter Tudományegyetemen, közben 1937-ben Bécsben konzulárakadémiai oklevelet szerzett, és a Lille-i Katolikus Egyetem újságírói szakán is tanult.
1940-től a külügyminisztérium állományában volt; 1942-ben átkerült apja mellé, mint miniszterelnökségi magántitkár. Apját elkísérte számos jelentős találkozóra, pl. Hitlerhez 1942-ben, Mussolinihoz 1943-ban, emellett saját visszaemlékezései szerint a számos, főleg Szabolcs megyéből érkező mindenféle kérvénnyel és problémával foglalkozott.
1946-ban családjával Olaszországba menekült, ahol apja tartózkodott. Hat nehéz év után (munkanélküliség, felesége tüdőbaja, ami miatt nem vándorolhattak ki az Egyesült Államokba), 1952-ben fölvették az Európai Állattenyésztési Szövetséghez. Itt 1967-ig maradt, amikor is magas beosztásban átkerült az ENSZ Élelmezésügyi és Mezőgazdasági Szervezetébe (FAO). Onnan ment nyugdíjba 1978-ban. Közben 1965-től 1967-ig az Állattenyésztési Világszövetség  (WAAP) főtitkára volt, 1958-tól 1967-ig pedig az Európai Duna Bizottság főtitkára.
Főfoglalkozása azonban egész életében a magyar ügy és a máltai lovagrend volt, saját jövedelmének jó részét is erre fordította. 1956-ban a máltai rend megbízásában, az osztrák nagyperjelség égisze alatt, a határon dolgozott, a menekültek fogadásában és az adományok szétosztásában. 1957-től dolgozott a rend szentszéki követségében, eleinte mint titkár és tanácsos, 1978-tól meghatalmazott miniszter, és 1985-től mint nagykövet. Ugyanakkor a Magyar Máltai Lovagok Szövetségének oszlopos tagja volt: 1954-től kezdve a főtitkára, 1969-től 1995-ig pedig az elnöke. Búcsúztatójában így ír róla utódja, O'sváth György:
"Kállay Kristóf volt a Szuverén Máltai Lovagrend történetének legjelentősebb magyarországi lovagja. (…) A MMLSZ-nek nem csak főtitkára/elnöke, hanem megszemélyesítője is volt Kállay Kristóf. Ő volt a Magyar Máltai Lovagok Szövetsége. Az emigrációban fenntartotta a szövetség szerkezetét, kiválasztotta és felavatta új tagjait, biztosította a lelki vezetést és a lelkigyakorlatokat, megszervezte azt a hatalmas karitatív munkát, melynek keretében évtizedeken keresztül özönlöttek a máltai gyógyszer-, ruha-, élelmiszer- és egyéb küldemények hazánkba."
A család 1997-ben hazatelepült. Itthon a család történelmének és emlékeinek ápolásával is foglalkozott, és kapcsolatain keresztül támogatta szülőföldje fejlesztését. Megalapította a nyíregyházi Jósa András Múzeumban a Kállay Gyűjteményt. Nyíregyháza, Nagykálló és Kállósemjén díszpolgárává választotta.
2006-ban hunyt el Budapesten. A kállósemjéni családi kriptában temették el.

### Házassága és leszármazottjai
Kállay Kristóf Lőkösházán 1942. július 16-án feleségül vette a római katolikus nemesi származású Vásárhelyi Vera (Lőkösháza, 1920. november 15.–Budapest, 2000. augusztus 27.) Sík Sándor-díjas írónő kisasszonyt, akinek a szülei kézdivásárhelyi Vásárhelyi András (1895-1981), országgyűlési képviselő, huszárfőhadnagy, földbirtokos és mácsai Csernovics Eszter voltak. A menyasszony apai nagyszülei kézdivásárhelyi Vásárhelyi József (1868–1922), Gazdasági főtanácsos, Gazdasági Egylet elnöke, földbirtokos és kézdivásárhelyi Vásárhelyi Margit (1870–1946) voltak. A menyasszony anyai nagyszülei dr. mácsai Csernovics Diodor (1857–1924), államtitkár, aradi állami jószágigazgató, a Ferenc József-rend középkeresztese, a Vaskorona-rend lovagja és kádári báró Duka Olga (1874–1934) voltak. Kállay Kristóf és Vásárhelyi Vera házasságából két fia – András és Miklós – született.

## Kitüntetései
- A Szuverén Máltai Lovagrend nagykeresztes tartománynagya
- a Máltai Érdemrend, a pápai Nagy Szent Gergely-rend, Szent Szilveszter-rend és Pius-rend Nagykeresztese
- a portugál Dom Henrique Infáns Rend és a luxemburgi Nagyhercegség Érdemrendjének nagy tisztikeresztese
- az Osztrák Köztársaság Arany Díszjelvényének tulajdonosa
- a Magyar Köztársaság Érdemrendjének középkeresztese
- Nyíregyháza, Nagykálló és Kállósemjén díszpolgára.